# Puchar Wysp Owczych w piłce nożnej kobiet (2017)
Puchar Wysp Owczych w piłce nożnej kobeit 2017 – 28. edycja rozgrywek mających na celu wyłonienie zdobywcy Pucharu Wysp Owczych. Tytułu bronił klub KÍ Klaksvík, a nowym zwycięzcą został EB/Streymur/Skála ÍF.

## Uczestnicy
| 1. deild kvinnur 2017 6 drużyn                                                                                 |
| - B36 Tórshavn - B68 Toftir - ÍF Fuglafjørður/Víkingur Gøta - EB/Streymur/Skála ÍF - HB Tórshavn - KÍ Klaksvík |

## Terminarz
| Runda              | Data pierwszego meczu | Data drugiego meczu | Uwagi |
| ------------------ | --------------------- | ------------------- | ----- |
| Runda eliminacyjna | 7 maja 2017           | nie rozgrywa się    |       |
| Półfinał           | 28 maja 2017          | 25 czerwca 2017     |       |
| Finał              | 9 września 2017       | nie rozgrywa się    |       |

## Runda eliminacyjna
| Drużyna 1    | Wynik | Drużyna 2                     |
| ------------ | ----- | ----------------------------- |
| 7 maja 2017  |       |                               |
| B36 Tórshavn | 4:0   | ÍF Fuglafjørður/Víkingur Gøta |
| B68 Toftir   | 0:2   | HB Tórshavn                   |

| 7 maja 2017 | B36 Tórshavn                                                                     | 4:0   | ÍF Fuglafjørður/Víkingur Gøta |                                                                                            |
| 15:00 WEST  | Sarita Maria Mittfoss 38', 88' · Anitha Mortensen 48' · Súsanna Maria Hansen 52' | (1:0) |                               | Gundadalur (ovari vøllur), Tórshavn Widzów: 45 Sędzia: Johan Petur Michelsen (HB Tórshavn) |
| 15:00 WEST  | Anna Maria Steintún 72'                                                          | (1:0) | 13' Jónleyg J. Poulsen        | Gundadalur (ovari vøllur), Tórshavn Widzów: 45 Sędzia: Johan Petur Michelsen (HB Tórshavn) |

| 7 maja 2017 | B68 Toftir             | 0:2   | HB Tórshavn                                          |                                                                            |
| 17:00 WEST  |                        | (0:1) | 45' (sam.) Jónfríð Johannesen · 85' Rannvá Mortensen | Tofta Leikvøllur, Toftir Widzów: 25 Sędzia: Helgi Johannesen (KÍ Klaksvík) |
| 17:00 WEST  | 72' Elin Maria Isaksen | (0:1) |                                                      | Tofta Leikvøllur, Toftir Widzów: 25 Sędzia: Helgi Johannesen (KÍ Klaksvík) |

## Półfinały
| Drużyna 1                            | Wynik dwumeczu | Drużyna 2   | Pierwszy mecz | Drugi mecz |
| ------------------------------------ | -------------- | ----------- | ------------- | ---------- |
| B36 Tórshavn                         | 3–5            | HB Tórshavn | 1:4           | 2:1        |
| EB/Streymur/Skála ÍF                 | 3–2            | KÍ Klaksvík | 1:1           | 2:1        |
| Po lewej gospodarz pierwszego meczu. |                |             |               |            |

### Pierwsze mecze
| 28 maja 2017 | B36 Tórshavn        | 1:4   | HB Tórshavn                                                       |                                                                        |
| 12:15 WEST   | Ásla Johannesen 14' | (1:3) | 12', 37' Rebekka Benbakoura · 45' Lea Hansen · 75' Milja Simonsen | Gundadalur (ovari vøllur), Tórshavn Sędzia: Eiler Rasmussen (AB Argir) |

| 28 maja 2016 | EB/Streymur/Skála ÍF | 1:1   | KÍ Klaksvík      |                                                                     |
| 12:30 WEST   | Heidi Sevdal 50'     | (0:1) | 45' Hervør Olsen | við Margáir, Streymnes Widzów: 75 Sędzia: Alex Troleis (B68 Toftir) |
| 12:30 WEST   | 90' Liljan Jacobsen  | (0:1) |                  | við Margáir, Streymnes Widzów: 75 Sędzia: Alex Troleis (B68 Toftir) |

### Rewanże
| 25 czerwca 2017 | HB Tórshavn                                                    | 1:2   | B36 Tórshavn                                          |                                                                                   |
| 18:00 WEST      | Milja Simonsen 28'                                             | (1:1) | 43' (sam.) Simona Heinesen · 83' Anna Malena Højgaard | Gundadalur (ovari vøllur), Tórshavn Widzów: 50 Sędzia: Eiler Rasmussen (AB Argir) |
| 18:00 WEST      | 49' Ásla Johannesen · 69' Marjun Danielsen · 79' Elisabet Vang | (1:1) |                                                       | Gundadalur (ovari vøllur), Tórshavn Widzów: 50 Sędzia: Eiler Rasmussen (AB Argir) |

| 24 czerwca 2017 | KÍ Klaksvík                                      | 1:2   | EB/Streymur/Skála ÍF                 |                                                                     |
| 13:00 WEST      | Malena Josephsen 35'                             | (1:1) | 13' Kára Djurhuus · 54' Heidi Sevdal | Djúpumýra, Klaksvík Widzów: 50 Sędzia: Janus Fossdalsá (B68 Toftir) |
| 13:00 WEST      | 35' Sigrun Kalsoy Kristiansen · 85' Heidi Sevdal | (1:1) |                                      | Djúpumýra, Klaksvík Widzów: 50 Sędzia: Janus Fossdalsá (B68 Toftir) |

## Finał
| 9 września 2017 17:30 WEST | HB Tórshavn · Lea Hansen 4' · Milja Simonsen 82' | 2:3(1:2)Raport | EB/Streymur/Skála ÍF · 6' Ansy Sevdal · 43', 78' Birna Johannesen | Tórsvøllur, Tórshavn Widzów: 778 Sędzia: Jóhan Hendrik Ellefsen |
|                            |                                                  |                | kartki: · 38' Randi Fagradal                                      |                                                                 |

| Zdobywca Pucharu Wysp Owczych 2017 |
| EB/Streymur/Skála ÍF 1. tytuł      |
| ---------------------------------- |